# نصر الدين خوجه
نصر الدين خوجه ولد عام 1208م بمدينة سيڤري حصار بتركيا، وتُنسب له الشخصية المشهورة جحا اشتُهر كرجل حكيم يتمتع بروح الدُّعابة والفُكاهة التي لا تخلو عن فائدة وحكمة.
تلقى تعليمه بمدرسة في مدينة سيڤري حصار ، وبعد انتهاء تعليمه الأساسي تولّى وظيفة إمامة القرية في مسقط رأسه بعد وفاة والده، وبعد مدة تتلمذ نصر الدين خوجه على الشيخ محمود الحرّاني وهاجر إلى مدينة آق شهير وكانت تُعدُّ مركزاً للفكر الصوفيّ في تلك الفترة.
وقد توفي الخوجه نصر الدين، عام 1284م بعد أن تولى وظائف مهمة في مدنية آق شهير ودُفن فيها.

## من نوادره الشهيرة المعروفة
من لاَيعرف اسمه مطريق ثابت ويقال أن اسمه: عْلِمْ مَنْ، لا يَ، قيس بن ثابت ، اسحاق ا. يعظ الناس بالمسجد؛ فقال: أيها المؤمنون، هل تعلمون ما سأقوله لكم؟ قالوا: كلا ! قال: مادمتم لاتعلمون، فما فائدة الكلام؟ وقام وتركهم.
ثم عاد بعد أيام، وأعاد على الناس نفس السؤال، فرد الناس قائلين: نعم نعلم ! قال: مادمتم تعلمون فما فائدة الكلام؟ وغادر المسجد.
حار الناس في أمره، واتفقوا فيما بينهم إن سألهم نفس السؤال مرة أخرى أن يجيبه البعض بنعم والبعض الآخر بلا.
فلما أعاد السؤال للمرة الثالثة انقسم الناس كما اتفقوا، فقال لهم: إذن فعلى من يَعْلَمْ أَنْ يُعْلِمْ مَنْ لا يَعْلَمْ !!

## من كرامات نصر الدين خوجه
يروي بعض الأتراك ـ والعهدة على الراوي ـ حكاية عن كرامة أجراها الله على يدي نصرالدين خوجه بعد وفاته أنه كان بجوار مدفنه مسجد، وفي يوم جمعة وبينما كان أحد المتأخرين يسرع إلى المسجد والخطيب على المنبر يلقي خطبته إذا به يرى رجلا يرتدي ملابس غريبة ويجلس على شاهد القبر يناديه، فلما أقبل الرجل عليه مستغربا قال له: أسرع وقل للشيخ الذي يخطب على المنبر «سيدي نصر الدين يريدك»، وأسرع الرجل مندهشا ينادي على الشيخ، ولما سمع المصلون بذلك خرجوا مسرعين وتبعهم الشيخ، وما كاد آخر المصلين يخرج من المسجد حتى انهار سقف المسجد بالكامل، وبحث الناس عن الخوجه فلم يجدوا أحدا فهتفوا جميعا: «شهدنا لك يا نصر الدين».

## وفاته
توفي على أرجح الأقوال بمدينة آق شهير في عام 673 هـ عن ستة وسبعين عاما، وقبره معروف في تركيا حتى الآن مكتوب عليه «نصر الدين خوجا الشهير بجحا».

## اسمه
لقبه «خوجا» يُنطق «هوجا» باللغة التركية، وقد تحور عند العرب فنطقوه: «جوها» بتبديل المقطعين الصوتيين، ثم تحور إلى «جحا» التي ليس لها أي معنىً في اللغة العربية، واشتهر بهذا الاسم.

## قبره العجيب
يبدو أن السيد نصر الدين خوجه قد أراد أن يجعل من قبره عجيبة من عجائب الدنيا كما كان هو في حياته؛ فإن قبره أو ضريحه يتوسط باحة مفتوحة من جميع جوانبها لا تحيط بها أية جدران، بينما يوجد على حد من حدود الباحة باب مغلق بقفل لا يمنع أحدًا من دخول أو خروج.